# Ariel Zeitoun

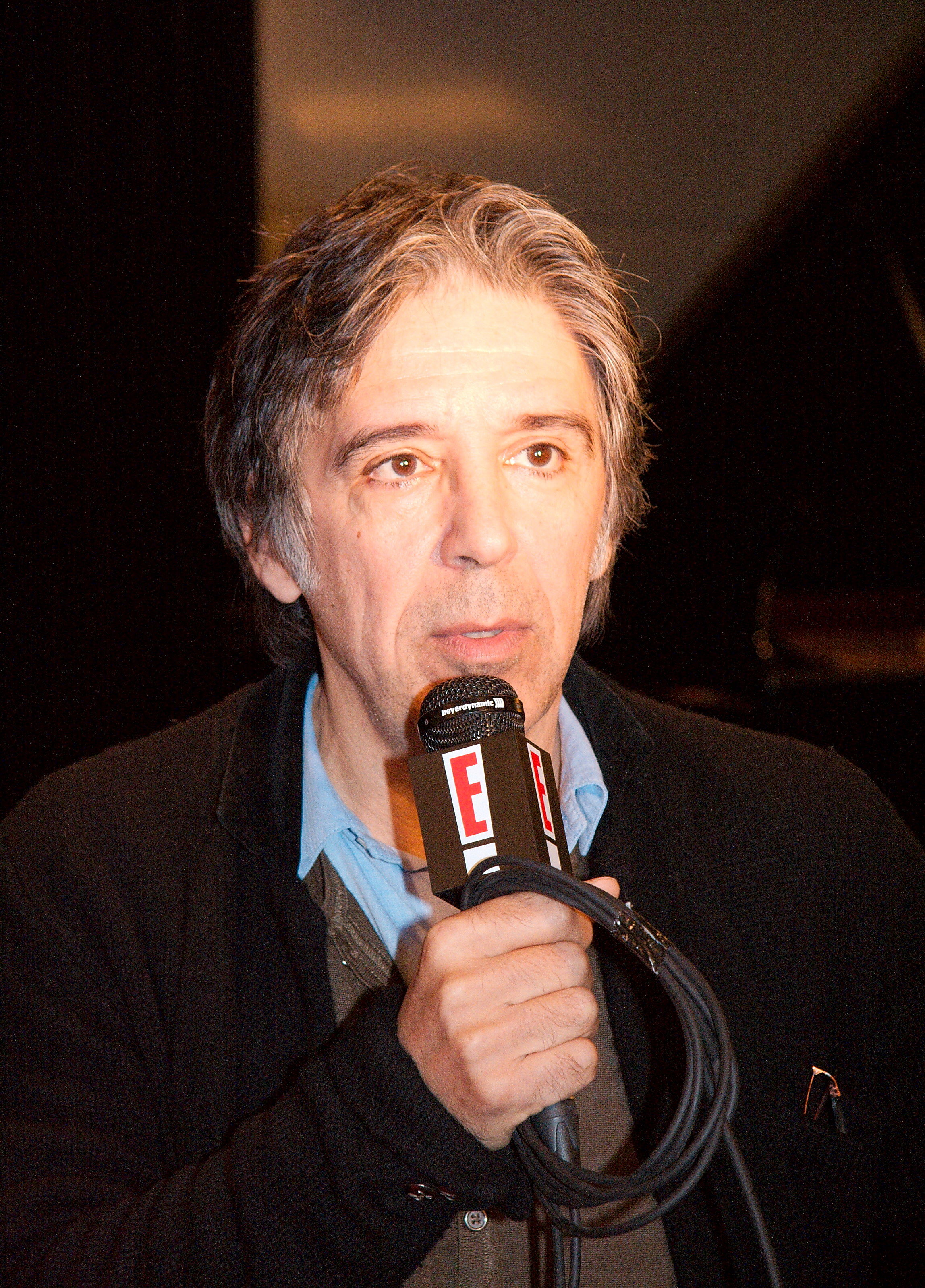
Ariel Zeitoun

Ariel Zeitoun (* 26. September 1945 in Tunis, Tunesien) ist ein französischer Filmproduzent, -regisseur und Drehbuchautor. 
Ariel Zeitoun begann seine Karriere 1979 als Produzent des Filmes L’École est finie. Später schrieb er das Drehbuch und führte Regie bei Souvenirs, souvenirs. Als Regisseur inszenierte er insgesamt zehn Filme, sein Schaffen als Produzent umfasst mehr als 35 Produktionen.

## Filmografie (Auswahl)
- 1980: Die Bankiersfrau (La Banquière)
- 1982: Der Superboß (Le Grand Pardon)
- 1983: Entre Nous – Träume von Zärtlichkeit (Coup de foudre)
- 1983: Der verführte Mann – L’Homme blessé (L’Homme blessé)
- 1984: Souvenirs, souvenirs
- 1986: Abstieg zur Hölle (Descente aux enfers)
- 1987: Saxo – Musik in Dur und Mord (Saxo)
- 1988: Chouans! – Revolution und Leidenschaft (Chouans!)
- 1997: Une femme très très très amoureuse
- 1998: Liebe auf den sexten Blick (Bimboland)
- 2001: Yamakasi – Die Samurai der Moderne (Yamakasi - Les samouraïs des temps modernes)
- 2002: Gangsters
- 2003: Père et fils
- 2004: Blueberry und der Fluch der Dämonen (Blueberry)
- 2004: D’autres mondes
- 2006: Bandidas
- 2011: Colombiana
- 2013: Angélique
- 2016: Die Erfindung der Wahrheit (Miss Sloane)